# Antygen HBs

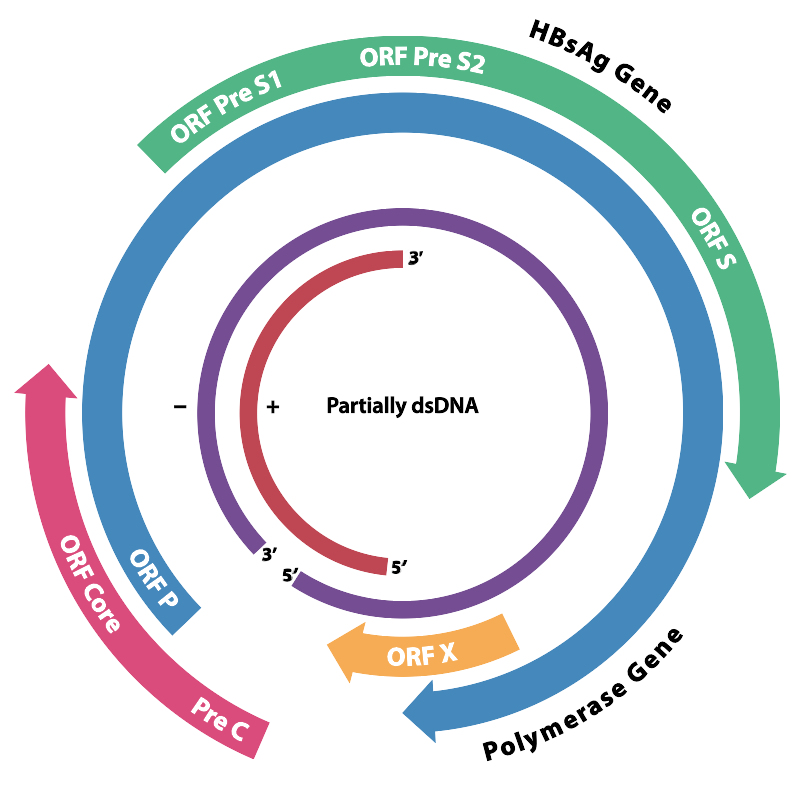
Organizacja genomu HBV.

Antygen HBs, białko S – antygen, którego poziom świadczy o zakażeniu wirusem HBV (wywołującym wirusowe zapalenie wątroby typu B, WZW B). Kapsyd wirusa ma różne białka powierzchniowe od reszty wirusa, które działają jak antygeny. Antygeny te rozpoznawane są przez przeciwciała, które wiążą się z białkami, w szczególności do jednego z tych białek powierzchniowych. Poziom przeciwciał przeciw antygenowi HBs może być oznaczony laboratoryjnie.
Badanie
- poniżej 10 mIU/ml – niezabezpieczający poziom przeciwciał
- 10–100 mIU/ml – niski poziom przeciwciał
- powyżej 100 mIU/ml – wysoki poziom przeciwciał